# Westerschelde

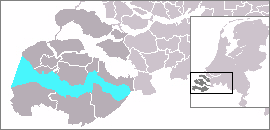
Westerschelde i Nederländerna

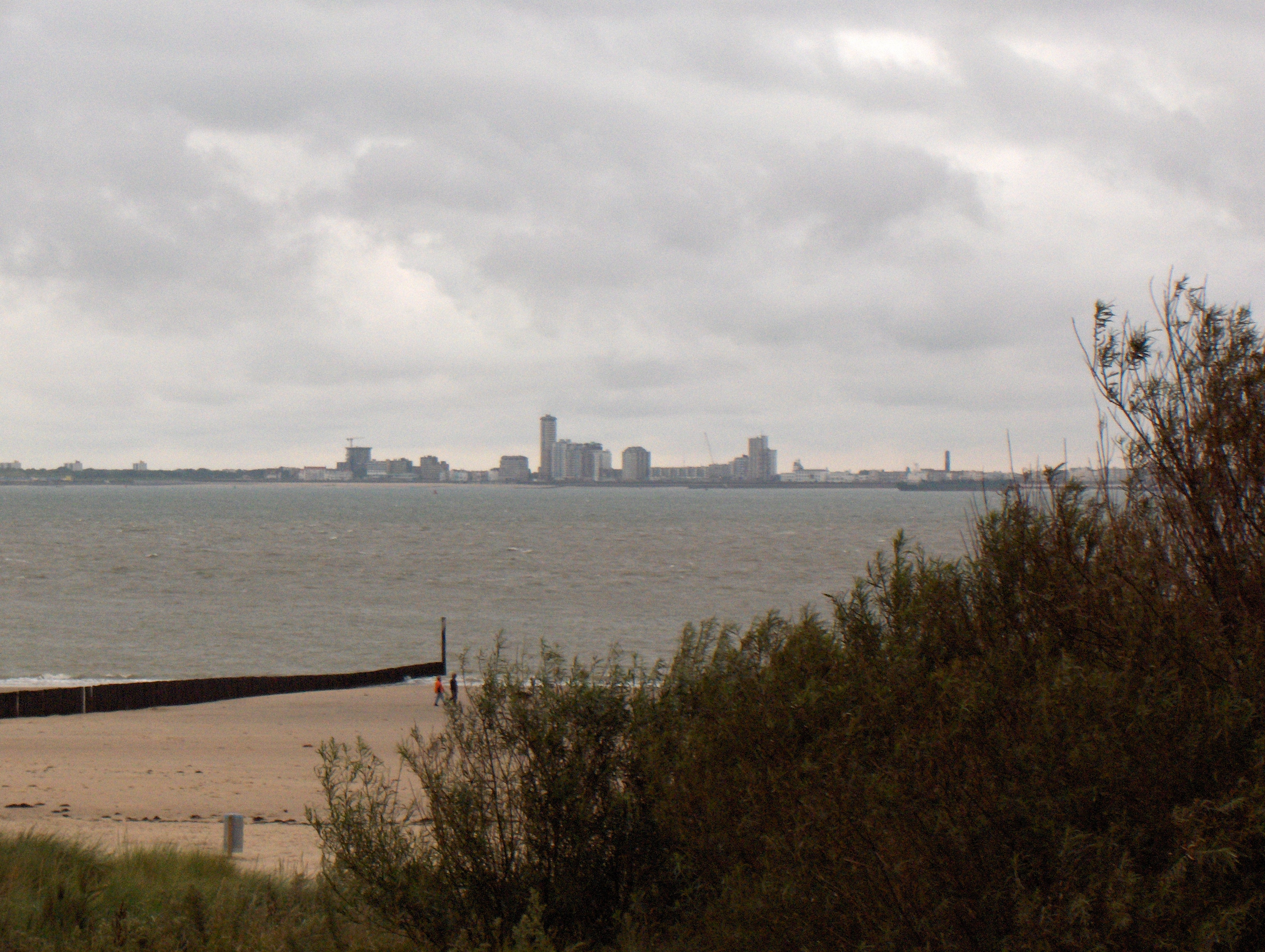
Westerschelde mellan Vlissingen och Breskens.

Westerschelde är en fjord (estuarium) i floden Scheldes utlopp i den nederländska provinsen Zeeland. I motsats till Oosterschelde, Grevelingen och Haringvliet är denna fjord inte stängd av dämningarna i Deltaprojektet, då den utgör en viktig farled till och från hamnanläggningarna i Antwerpen i Belgien. De nederländska myndigheterna lät istället göra vallarna kring Westerschelde högre och dessutom förstärka dem.
Denna fjord är relativt ung, under medeltiden var den inte större än en vik som i historisk litteratur kallas Sincfal. Det ursprungliga loppet och deltan var då det som idag är Oosterschelde. Längre öster, där Hontenisse ligger idag, fanns en flod kallad Honte. Honte hade sitt lopp genom ett myrområde. Honte hade sitt utlopp längre öster i Schelde. Tack vare flera vårfloder som inträffade tidigt under 1100-talet - eller kanske så tidigt som i 800-talet blev Schelde och Honte förenade med varandra, och på den vägen bildades Westerschelde. De följande århundradena blev fjorden bredare och också en utsatt för flera översvämningar.

## Färja
Färjan mellan Vlissingen och Breskens, används inte till att frakta bilar efter det att tunneln öppnades. Den är nu en passagerarfärja, driven av BBA Fast Ferries Zeeland (en del av Veolia Transport).